# キャサリン大帝
『キャサリン大帝』（キャサリンたいてい、Great Catherine）は、1968年のイギリスの映画。
ロシアの女帝エカチェリーナ2世（キャサリンは英語名）を皮肉に描いたジョージ・バーナード・ショーによる戯曲を脚色し、映画化した作品。出演はピーター・オトゥールやジャンヌ・モローなど。製作費は日本円に換算して72億円になった。

## キャスト
※括弧内は日本語吹替（初回放送1974年10月21日『月曜ロードショー』）
- キャサリン大帝：ジャンヌ・モロー（楠侑子）
- チャールズ・エドスタストン大尉：ピーター・オトゥール（瑳川哲朗）
- ポチョムキン：ゼロ・モステル（小松方正）
- 大使：ジャック・ホーキンス（岸野一彦）
- 軍曹：エイキム・タミロフ

## スタッフ
- 監督：ゴードン・フレミング
- 製作：ジュールズ・バッグ
- 原作戯曲：ジョージ・バーナード・ショー
- 脚本：ヒュー・レナード
- 撮影：オズワルド・モリス
- 編集：アン・V・コーツ
- 音楽：ディミトリ・ティオムキン
- 美術：ジョン・ブライアン
- 衣装デザイン：マーガレット・ファーズ
- 振り付け：パディー・ストーン